# Municipio de Lincoln (condado de Adams)
El municipio de Lincoln (en inglés: Lincoln Township) es uno de los doce municipios ubicados en el condado de Adams en el estado estadounidense de Iowa. En el año 2000 el municipio tenía una población de 93 habitantes y una densidad poblacional de 1 persona por km².

## Geografía
El municipio de Lincoln se encuentra ubicado en las coordenadas 40°06′58″N 94°52′14″O / 40.11611, -94.87056..